# 徳性寺 (雲仙市)
徳性寺（とくしょうじ）は、長崎県雲仙市吾妻町栗林名にある日蓮宗の寺院。山号は大黒山。旧本山は千葉県小西正法寺。親師法縁。

## 歴史
正保2年（1645年）徳性院日会を開山に小西檀林山内に創建。明治32年（1899年）本光院日智の代に山田村（現在の長崎県吾妻町）に移転。昭和4年（1929年）現在地に移転した。

## 施設
- 養護老人ホーム吾妻荘
- 吾妻デイサービスセンター
- うせん辻幼稚園

## 参考資料
- 日蓮宗寺院大鑑編集委員会『宗祖第七百遠忌記念出版 日蓮宗寺院大鑑』大本山池上本門寺 (1981年)

## 公式サイト
- 公式ウェブサイト（日本語）